# Андрій Мстиславич (князь чернігівський)
Андрі́й Мстисла́вич (? — 1245) — князь з династії Рюриковичів, гілки Ольговичів чернігівських і сіверських.

## Життєпис
Його у своїх записах згадував Джованні Да Плано Карпіні. Спирачись на них, Микола Карамзін уважав Андрія козельским князем, сином Мстислава Святославича, князя чернігівського. Проте Л. Войтович припускає, що козельського князя Андрія Мстиславича не існувало, бо в 1238 році козельським князем був юний князь Василь. На думку дослідника, Андрій був сином Мстислава-Федора Глібовича.
З повідомлень Плано Карпіні також відомо, що після смерті Андрія його вдова та 12-річний молодший брат поїхали в монгольську ставку за ярликом. Бату погодився не забирати Андрієвий уділ в його брата, якщо той візьме собі в дружини його вдову, та змусив їх прилюдно вступити в статеві зносини за монгольським звичаєм.